# Sportverein Wehen 1926 Taunusstein 2011-2012
Questa voce raccoglie le informazioni riguardanti lo Sportverein Wehen 1926 Taunusstein nelle competizioni ufficiali della stagione 2011-2012.

## Stagione
Nella stagione 2011-2012 il Wehen Wiesbaden, allenato da Gino Lettieri e Peter Vollmann, concluse il campionato di 3. Liga al 16º posto. In Coppa di Germania il Wehen Wiesbaden fu eliminato al primo turno dallo Stoccarda.

## Rosa
| N. |                                 | Ruolo | Calciatore         |
| -- | ------------------------------- | ----- | ------------------ |
| 1  | Germania (bandiera)             | P     | Michael Gurski     |
| 2  | Germania (bandiera)             | D     | Nico Herzig        |
| 3  | Germania (bandiera)             | D     | Thorsten Barg      |
| 4  | Paesi Bassi (bandiera)          | D     | Quido Lanzaat      |
| 5  | Canada (bandiera)               | C     | Nikolas Ledgerwood |
| 6  | Germania (bandiera)             | D     | Benjamin Hübner    |
| 7  | Germania (bandiera)             | C     | Marco Christ       |
| 8  | Germania (bandiera)             | D     | Marcus Mann        |
| 9  | Marocco (bandiera)              | A     | Aziz Bouhaddouz    |
| 10 | Curaçao (bandiera)              | A     | Orlando Smeekes    |
| 11 | Germania (bandiera)             | C     | Nicolas Roth       |
| 13 | RD del Congo (bandiera)         | A     | Addy-Waku Menga    |
| 14 | Germania (bandiera)             | A     | Steffen Wohlfarth  |
| 15 | Bosnia ed Erzegovina (bandiera) | C     | Zlatko Janjić      |
| 16 | Germania (bandiera)             | D     | Daniel Döringer    |
| 17 | Grecia (bandiera)               | A     | Panagiōtīs Triadīs |
| 18 | Argentina (bandiera)            | C     | Leandro Guaita     |

| N. |                          | Ruolo | Calciatore         |
| -- | ------------------------ | ----- | ------------------ |
| 19 | Germania (bandiera)      | D     | Timo Nagy          |
| 20 | Afghanistan (bandiera)   | A     | Milad Salem        |
| 21 | Nuova Zelanda (bandiera) | P     | Stefan Marinović   |
| 22 | Germania (bandiera)      | D     | Pascal Bieler      |
| 23 | Germania (bandiera)      | D     | Alf Mintzel        |
| 24 | Germania (bandiera)      | C     | Thorsten Burkhardt |
| 25 | Germania (bandiera)      | P     | Markus Kolke       |
| 27 | Germania (bandiera)      | D     | Sven Schimmel      |
| 28 | Germania (bandiera)      | C     | Nils-Ole Book      |
| 29 | Germania (bandiera)      | C     | Philipp Albert     |
| 30 | Germania (bandiera)      | D     | Timo Becker        |
| 31 | Germania (bandiera)      | C     | Boris Kolb         |
| 32 | Germania (bandiera)      | C     | Lars Guenther      |
| 33 | Finlandia (bandiera)     | A     | Jonne Hjelm        |
| 34 | Slovacchia (bandiera)    | C     | Milan Ivana        |
| 42 | Germania (bandiera)      | P     | Raphael Laux       |

## Organigramma societario
Area tecnica
- Allenatore: Peter Vollmann
- Allenatore in seconda:
- Preparatore dei portieri: Steffen Vogler
- Preparatori atletici:

## Calciomercato

### Sessione estiva
| Acquisti | Acquisti           | Acquisti             | Acquisti |
| R.       | Nome               | da                   | Modalità |
| -------- | ------------------ | -------------------- | -------- |
| A        | Jonne Hjelm        | Tampere Utd          |          |
| D        | Pascal Bieler      | Norimberga           |          |
| A        | Aziz Bouhaddouz    | FSV Francoforte      |          |
| C        | Thorsten Burkhardt | Alemannia Aquisgrana |          |
| C        | Marco Christ       | Fortuna Düsseldorf   |          |
| D        | Daniel Döringer    | Wehen Wiesbaden II   |          |
| D        | Nico Herzig        | Alemannia Aquisgrana |          |
| P        | Markus Kolke       | Waldhof Mannheim     |          |
| D        | Marcus Mann        | Saarbrücken          |          |
| D        | Timo Nagy          | Carl Zeiss Jena      |          |
| C        | Nicolas Roth       | Greuther Fürth II    |          |
| D        | Sven Schimmel      | Stoccarda II         |          |
| A        | Orlando Smeekes    | Carl Zeiss Jena      |          |
| A        | Panagiōtīs Triadīs | Wehen Wiesbaden U19  |          |
| A        | Steffen Wohlfarth  | Bayern Monaco II     |          |

| Cessioni | Cessioni           | Cessioni                 | Cessioni |
| R.       | Nome               | a                        | Modalità |
| -------- | ------------------ | ------------------------ | -------- |
| D        | Marco Jordan       | FC Dingolfing            |          |
| C        | Daniel Brosinski   | Duisburg                 |          |
| P        | Erik Domaschke     | Hessen Kassel            |          |
| D        | Nils Döring        | Schott Magonza           |          |
| C        | Wal Fall           | Norimberga II            |          |
| C        | Jan Fießer         | Sandhausen               |          |
| D        | Florian Hübner     | Borussia Dortmund II     |          |
| C        | Ioannis Masmanidis | Eupen                    |          |
| D        | Marco Neppe        | Osnabrück                |          |
| D        | Fabian Schönheim   | Magonza                  |          |
| C        | Denis Streker      | Eintracht Francoforte II |          |
| A        | Sebastian Szimayer | Sonnenhof G.             |          |
| A        | Marcel Ziemer      | Saarbrücken              |          |

### Sessione invernale
| Acquisti | Acquisti    | Acquisti          | Acquisti |
| R.       | Nome        | da                | Modalità |
| -------- | ----------- | ----------------- | -------- |
| C        | Milan Ivana | Slovan Bratislava |          |

| Cessioni | Cessioni       | Cessioni        | Cessioni |
| R.       | Nome           | a               | Modalità |
| -------- | -------------- | --------------- | -------- |
| C        | Martin Abrahám | Bohemians Praga |          |
| A        | Marco Sailer   | Heidenheim      |          |

## Risultati

### 3. Liga

#### Girone di andata
| Arbitro: | Kampka |

|                    |           |          |
| Wohlfarth 60’, 62’ | Marcatori | 40’ Hahn |

| Stoccarda 2 agosto 2011, ore 19:00 CEST 2ª giornata | Stoccarda II | 0 – 0 referto | Wehen Wiesbaden | Gazi-Stadion auf der Waldau (820 spett.)\| Arbitro: \| Gerach \| |
| Arbitro:                                            | Gerach       |               |                 |                                                                  |

| Arbitro: | Kircher |

|                                  |           |                  |
| Christ 10’ (rig.) Bouhaddouz 35’ | Marcatori | 38’ Mauersberger |

| Arbitro: | Jablonski |

|                    |           |  |
| Lechleiter 5’, 16’ | Marcatori |  |

| Arbitro: | Fritz |

|  |           |           |
|  | Marcatori | 38’ Latza |

| Arbitro: | Rafati |

|  |           |          |
|  | Marcatori | 77’ Book |

| Sandhausen 27 agosto 2011, ore 14:00 CEST 7ª giornata | Sandhausen | 0 – 0 referto | Wehen Wiesbaden | Hardtwaldstadion (1 600 spett.)\| Arbitro: \| Thomsen \| |
| Arbitro:                                              | Thomsen    |               |                 |                                                          |

| Arbitro: | Metzen |

|            |           |                       |
| Janjić 19’ | Marcatori | 57’ Hein 65’ Neunaber |

| Arbitro: | Seidel |

|                        |           |                          |
| Caillas 9’ Morabit 51’ | Marcatori | 15’ Janjić 52’ Wohlfarth |

| Wiesbaden 16 settembre 2011, ore 19:00 CEST 10ª giornata | Wehen Wiesbaden | 0 – 0 referto | Wacker Burghausen | BRITA-Arena (5 321 spett.)\| Arbitro: \| Aarnink \| |
| Arbitro:                                                 | Aarnink         |               |                   |                                                     |

| Arbitro: | Stegemann |

|                     |           |            |
| Ziemer 23’ Laux 32’ | Marcatori | 24’ Janjić |

| Arbitro: | Beitinger |

|                                        |           |  |
| Book 15’ Duah 30’ (aut.) Wohlfarth 39’ | Marcatori |  |

| Arbitro: | Dingert |

|             |           |             |
| Frommer 45’ | Marcatori | 13’ Lanzaat |

| Arbitro: | Aytekin |

|                                     |           |           |
| Herzig 68’ Bouhaddouz 73’ Salem 90’ | Marcatori | 43’ Hesse |

| Arbitro: | Osmers |

|                                                              |           |                |
| Krontiris 13’ Sternisko 28’ Avdić 31’, 74’ Niederlechner 32’ | Marcatori | 41’ Bouhaddouz |

| Arbitro: | Alt |

|                             |           |  |
| Wohlfarth 51’ Burkhardt 90’ | Marcatori |  |

| Arbitro: | Jablonski |

|                     |           |           |
| Pappas 12’ Abel 59’ | Marcatori | 47’ Salem |

| Wiesbaden 26 novembre 2011, ore 14:00 CET 18ª giornata | Wehen Wiesbaden | 0 – 0 referto | Carl Zeiss Jena | BRITA-Arena (3 112 spett.)\| Arbitro: \| Dittrich \| |
| Arbitro:                                               | Dittrich        |               |                 |                                                      |

| Arbitro: | Beitinger |

|                                        |           |                    |
| Stroh-Engel 18’ (rig.) Müller 20’, 69’ | Marcatori | 15’, 32’ Wohlfarth |

#### Girone di ritorno
| Arbitro: | Gerach |

|              |           |            |
| Füllkrug 57’ | Marcatori | 48’ Janjić |

| Arbitro: | Siewer |

|            |           |            |
| Hübner 84’ | Marcatori | 60’ Röcker |

| Arbitro: | Petersen |

|                               |           |  |
| Mauersberger 16’ Glockner 69’ | Marcatori |  |

| Arbitro: | Schriever |

|                |           |                          |
| Bouhaddouz 13’ | Marcatori | 21’, 61’, 79’ Lechleiter |

| Arbitro: | Hartmann |

|  |           |               |
|  | Marcatori | 32’ Wohlfarth |

| Wiesbaden 21 febbraio 2012, ore 19:00 CET 25ª giornata | Wehen Wiesbaden | 0 – 0 referto | Arminia Bielefeld | BRITA-Arena (1 976 spett.)\| Arbitro: \| Thomsen \| |
| Arbitro:                                               | Thomsen         |               |                   |                                                     |

| Arbitro: | Cortus |

|  |           |                                        |
|  | Marcatori | 7’, 45’ Löning 36’ Busch 52’ Schauerte |

| Arbitro: | Schmickartz |

|               |           |            |
| Kurz 11’, 24’ | Marcatori | 15’ Bieler |

| Arbitro: | Sönder |

|  |           |                |
|  | Marcatori | 25’ Engelhardt |

| Arbitro: | Blos |

|                        |           |                        |
| Thiel 66’ Mokhtari 77’ | Marcatori | 38’, 83’ (rig.) Janjić |

| Arbitro: | Jablonski |

|                               |           |                     |
| Janjić 25’, 65’ Wohlfarth 37’ | Marcatori | 24’ Laux 64’ Eggert |

| Arbitro: | Alt |

|                 |           |                   |
| Kühne 9’ (rig.) | Marcatori | 44’ (rig.) Janjić |

| Arbitro: | Stegemann |

|            |           |                             |
| Hübner 80’ | Marcatori | 58’ Sailer 89’ Heidenfelder |

| Arbitro: | Siebert |

|  |           |                           |
|  | Marcatori | 61’ Mintzel 63’ Wohlfarth |

| Wiesbaden 10 aprile 2012, ore 19:00 CEST 34ª giornata | Wehen Wiesbaden | 0 – 0 referto | Unterhaching | BRITA-Arena (2 298 spett.)\| Arbitro: \| Helwig \| |
| Arbitro:                                              | Helwig          |               |              |                                                    |

| Arbitro: | Seidel |

|            |           |                |
| Tüting 70’ | Marcatori | 65’ Ledgerwood |

| Arbitro: | Dietz |

|            |           |  |
| Janjić 39’ | Marcatori |  |

| Arbitro: | Cortus |

|              |           |  |
| Pichinot 50’ | Marcatori |  |

| Arbitro: | Grudzinski |

|                        |           |                                   |
| Janjić 20’, 28’ (rig.) | Marcatori | 17’ Stroh-Engel 37’ (rig.) Müller |

### Coppa di Germania
| Arbitro: | Hartmann |

|                   |           |                            |
| Janjić 28’ (rig.) | Marcatori | 5’ Bičakčić 51’ Kuzmanović |

## Statistiche

### Statistiche di squadra
| Competizione      | Punti | In casa | In casa | In casa | In casa | In casa | In casa | In trasferta | In trasferta | In trasferta | In trasferta | In trasferta | In trasferta | Totale | Totale | Totale | Totale | Totale | Totale | DR |
| Competizione      | Punti | G       | V       | N       | P       | Gf      | Gs      | G            | V            | N            | P            | Gf           | Gs           | G      | V      | N      | P      | Gf     | Gs     | DR |
| ----------------- | ----- | ------- | ------- | ------- | ------- | ------- | ------- | ------------ | ------------ | ------------ | ------------ | ------------ | ------------ | ------ | ------ | ------ | ------ | ------ | ------ | -- |
| 3. Liga           | 44    | 19      | 7       | 6       | 6       | 22      | 21      | 19           | 3            | 8            | 8            | 18           | 27           | 38     | 10     | 14     | 14     | 40     | 48     | -8 |
| Coppa di Germania | -     | 1       | 0       | 0       | 1       | 1       | 2       | 0            | 0            | 0            | 0            | 0            | 0            | 1      | 0      | 0      | 1      | 1      | 2      | -1 |
| Totale            | 44    | 20      | 7       | 6       | 7       | 23      | 23      | 19           | 3            | 8            | 8            | 18           | 27           | 39     | 10     | 14     | 15     | 41     | 50     | -9 |

### Andamento in campionato
| Giornata  | 1 | 2 | 3 | 4 | 5 | 6 | 7 | 8  | 9  | 10 | 11 | 12 | 13 | 14 | 15 | 16 | 17 | 18 | 19 | 20 | 21 | 22 | 23 | 24 | 25 | 26 | 27 | 28 | 29 | 30 | 31 | 32 | 33 | 34 | 35 | 36 | 37 | 38 |
| --------- | - | - | - | - | - | - | - | -- | -- | -- | -- | -- | -- | -- | -- | -- | -- | -- | -- | -- | -- | -- | -- | -- | -- | -- | -- | -- | -- | -- | -- | -- | -- | -- | -- | -- | -- | -- |
| Luogo     | C | T | C | T | C | T | T | C  | T  | C  | T  | C  | T  | C  | T  | C  | T  | C  | T  | T  | C  | T  | C  | T  | C  | C  | T  | C  | T  | C  | T  | C  | T  | C  | T  | C  | T  | C  |
| Risultato | V | N | V | P | P | V | N | P  | N  | N  | P  | V  | N  | V  | P  | V  | P  | N  | P  | N  | N  | P  | P  | V  | N  | P  | P  | P  | N  | V  | N  | P  | V  | N  | N  | V  | P  | N  |
| Posizione | 4 | 5 | 3 | 8 | 9 | 6 | 7 | 11 | 12 | 13 | 14 | 11 | 11 | 8  | 12 | 9  | 11 | 12 | 15 | 14 | 14 | 16 | 17 | 15 | 14 | 15 | 16 | 17 | 17 | 17 | 17 | 18 | 15 | 16 | 16 | 15 | 16 | 16 |

Legenda:

Luogo: C = Casa; T = Trasferta. Risultato: V = Vittoria; N = Pareggio; P = Sconfitta.

### Statistiche dei giocatori
| Giocatore     | 3. Liga  | 3. Liga | 3. Liga     | 3. Liga    | Coppa di Germania | Coppa di Germania | Coppa di Germania | Coppa di Germania | Totale   | Totale | Totale      | Totale     |
| Giocatore     | Presenze | Reti    | Ammonizioni | Espulsioni | Presenze          | Reti              | Ammonizioni       | Espulsioni        | Presenze | Reti   | Ammonizioni | Espulsioni |
| ------------- | -------- | ------- | ----------- | ---------- | ----------------- | ----------------- | ----------------- | ----------------- | -------- | ------ | ----------- | ---------- |
| M. Abrahám    | 4        | 0       | 1           | 0          | 0                 | 0                 | 0                 | 0                 | 4        | 0      | 1           | 0          |
| P. Albert     | 0        | 0       | 0           | 0          | 0                 | 0                 | 0                 | 0                 | 0        | 0      | 0           | 0          |
| T. Barg       | 0        | 0       | 0           | 0          | 0                 | 0                 | 0                 | 0                 | 0        | 0      | 0           | 0          |
| T. Becker     | 1        | 0       | 0           | 0          | 0                 | 0                 | 0                 | 0                 | 1        | 0      | 0           | 0          |
| P. Bieler     | 33       | 1       | 5           | 0          | 1                 | 0                 | 0                 | 0                 | 34       | 1      | 5           | 0          |
| N. Book       | 28       | 2       | 7           | 0          | 0                 | 0                 | 0                 | 0                 | 28       | 2      | 7           | 0          |
| A. Bouhaddouz | 27       | 4       | 4           | 1          | 1                 | 0                 | 1                 | 0                 | 28       | 4      | 5           | 1          |
| T. Burkhardt  | 9        | 1       | 0           | 0          | 1                 | 0                 | 0                 | 0                 | 10       | 1      | 0           | 0          |
| M. Christ     | 27       | 1       | 4           | 0          | 1                 | 0                 | 0                 | 0                 | 28       | 1      | 4           | 0          |
| D. Döringer   | 17       | 0       | 3           | 0          | 0                 | 0                 | 0                 | 0                 | 17       | 0      | 3           | 0          |
| L. Guaita     | 1        | 0       | 0           | 0          | 0                 | 0                 | 0                 | 0                 | 1        | 0      | 0           | 0          |
| L. Guenther   | 0        | 0       | 0           | 0          | 0                 | 0                 | 0                 | 0                 | 0        | 0      | 0           | 0          |
| M. Gurski     | 38       | 0       | 0           | 0          | 1                 | 0                 | 0                 | 0                 | 39       | 0      | 0           | 0          |
| N. Herzig     | 25       | 1       | 7           | 1          | 1                 | 0                 | 0                 | 0                 | 26       | 1      | 7           | 1          |
| J. Hjelm      | 8        | 0       | 2           | 0          | 0                 | 0                 | 0                 | 0                 | 8        | 0      | 2           | 0          |
| B. Hübner     | 31       | 2       | 10          | 1          | 1                 | 0                 | 0                 | 0                 | 32       | 2      | 10          | 1          |
| M. Ivana      | 16       | 0       | 3           | 0          | 0                 | 0                 | 0                 | 0                 | 16       | 0      | 3           | 0          |
| Z. Janjić     | 27       | 12      | 4           | 0          | 1                 | 1                 | 0                 | 0                 | 28       | 13     | 4           | 0          |
| B. Kolb       | 4        | 0       | 0           | 0          | 0                 | 0                 | 0                 | 0                 | 4        | 0      | 0           | 0          |
| M. Kolke      | 0        | 0       | 0           | 0          | 0                 | 0                 | 0                 | 0                 | 0        | 0      | 0           | 0          |
| Q. Lanzaat    | 22       | 1       | 4           | 0          | 0                 | 0                 | 0                 | 0                 | 22       | 1      | 4           | 0          |
| R. Laux       | 0        | 0       | 0           | 0          | 0                 | 0                 | 0                 | 0                 | 0        | 0      | 0           | 0          |
| N. Ledgerwood | 25       | 1       | 5           | 1          | 1                 | 0                 | 0                 | 0                 | 26       | 1      | 5           | 1          |
| M. Mann       | 25       | 0       | 6           | 1          | 1                 | 0                 | 1                 | 0                 | 26       | 0      | 7           | 1          |
| S. Marinović  | 0        | 0       | 0           | 0          | 0                 | 0                 | 0                 | 0                 | 0        | 0      | 0           | 0          |
| A. Menga      | 15       | 0       | 1           | 0          | 0                 | 0                 | 0                 | 0                 | 15       | 0      | 1           | 0          |
| A. Mintzel    | 29       | 1       | 9           | 0          | 1                 | 0                 | 0                 | 0                 | 30       | 1      | 9           | 0          |
| T. Nagy       | 3        | 0       | 1           | 1          | 0                 | 0                 | 0                 | 0                 | 3        | 0      | 1           | 1          |
| N. Roth       | 5        | 0       | 2           | 0          | 0                 | 0                 | 0                 | 0                 | 5        | 0      | 2           | 0          |
| M. Sailer     | 7        | 0       | 1           | 0          | 1                 | 0                 | 0                 | 0                 | 8        | 0      | 1           | 0          |
| M. Salem      | 16       | 2       | 3           | 0          | 0                 | 0                 | 0                 | 0                 | 16       | 2      | 3           | 0          |
| S. Schimmel   | 30       | 0       | 2           | 0          | 1                 | 0                 | 0                 | 0                 | 31       | 0      | 2           | 0          |
| O. Smeekes    | 15       | 0       | 1           | 0          | 1                 | 0                 | 0                 | 0                 | 16       | 0      | 1           | 0          |
| P. Triadīs    | 5        | 0       | 1           | 0          | 0                 | 0                 | 0                 | 0                 | 5        | 0      | 1           | 0          |
| S. Wohlfarth  | 35       | 10      | 4           | 1          | 0                 | 0                 | 0                 | 0                 | 35       | 10     | 4           | 1          |